# Valle de la Burunda
Valle de la Burunda (baskiska: Sakana) är en dal i Spanien.   Den ligger i provinsen Provincia de Navarra och regionen Navarra, i den norra delen av landet, 300 km norr om huvudstaden Madrid.